# Lemoultana pseudobadia
Lemoultana pseudobadia är en insektsart som först beskrevs av Victor Lallemand 1924.  Lemoultana pseudobadia ingår i släktet Lemoultana och familjen spottstritar. Inga underarter finns listade i Catalogue of Life.